# TV SONG BOOK 1999 - 2006
『TV SONG BOOK 1999 - 2006』（テレビソングブック-）は2006年に発売された有坂美香のベストアルバムである。

## 解説
- 1999年から2006年まで彼女がボーカルを務めるReggae Disco Rockersの作品を含め、テレビ作品の主題歌、挿入歌を集めたベストアルバム。
- 「dis- 2006」・「dis- 2006 (English Version)」は無限のリヴァイアスの5.1chDVD-BOX化に合わせて新たに新録された作品。このほかにも新たにリミックスされた作品が合わせて収録されている。

## 収録曲
1. Life Goes On  テレビアニメ　「機動戦士ガンダムSEED DESTINY」EDテーマ
2. dis- 2006 テレビアニメ「無限のリヴァイアス」5.1chDVD-BOX版OPテーマ
3. 月迷風影 テレビアニメ「十二国記」EDテーマ
4. Decola（Reggae Disco Rockers Re-production Version） テレビアニメ「MONSTER」イメージソング 
  - 作詞：Reggae Disco Rockers、作曲：蓜島邦明、編曲：Reggae Disco Rockers
5. 十二幻夢曲 -孤月蒼夜-　 テレビアニメ「十二国記」OPテーマ　Arranged Version
6. 夢を過ぎても 　テレビアニメ「無限のリヴァイアス」 EDテーマ
7. Over The Dream 　テレビアニメ「無限のリヴァイアス」EDテーマ Arranged Version
8. 時の砂漠　 テレビアニメ　「機動戦士ガンダムSEED DESTINY」EDテーマ c/w
9. 月迷風影（Slow Version）　 テレビアニメ「十二国記」EDテーマ Arranged Version
10. 棘（Jazztronik Mix）　 テレビアニメ「無限のリヴァイアス」挿入歌　Remix
11. 青い鳥のゆくえ 2006 (still searching remix)　テレビアニメ「無限のリヴァイアス」挿入歌　Remix
12. dis-（2006 English Version）　テレビアニメ「無限のリヴァイアス」5.1chDVD-BOX版OPテーマ   English Version
13. 時の砂漠（"The Trio" Acoustic Version）　テレビアニメ　「機動戦士ガンダムSEED DESTINY」EDテーマ c/w  Arranged Version